# Patrinia rupestris
Patrinia rupestris là một loài thực vật có hoa trong họ Kim ngân. Loài này được (Pall.) Juss. mô tả khoa học đầu tiên năm 1807.